# Pays d'Aix Venelles Volley-Ball 2013-2014
Questa voce raccoglie le informazioni riguardanti il Pays d'Aix Venelles Volley-Ball nelle competizioni ufficiali della stagione 2013-2014.

## Organigramma societario
Area direttiva
- Presidente: Bernard Soulas

Area tecnica
- Allenatore: Thierry Hippolyte
- Allenatore in seconda: Ludovic Rey

## Rosa
| N° | Nome               | Ruolo | Data di nascita  | Nazionalità sportiva |
| -- | ------------------ | ----- | ---------------- | -------------------- |
| 1  | Keylla Fabrino     | P     | 13 maggio 1986   | Brasile              |
| 2  | Tamara Matos       | C     | 19 luglio 1985   | Brasile              |
| 3  | Clarisse Peixoto   | S     | 3 gennaio 1987   | Brasile              |
| 4  | Melisa Callo       | S     | 9 marzo 1985     | Argentina            |
| 6  | Camille Crousillat | S     | 23 marzo 1990    | Francia              |
| 7  | Marie-Sara Sicard  | P     | 25 novembre 1994 | Francia              |
| 8  | Anja Zdovc         | S     | 24 agosto 1987   | Slovenia             |
| 9  | Delphine Seban     | L     | 24 marzo 1996    | Francia              |
| 10 | Katia Davi         | C     | 20 agosto 1986   | Brasile              |
| 11 | Sarah Schermerhorn | C     | 23 novembre 1988 | Stati Uniti          |
| 16 | Laura Ong          | L     | 30 aprile 1989   | Francia              |